# Erblasserschulden
Als Erblasserschulden werden im deutschen Erbrecht solche Nachlassverbindlichkeiten bezeichnet, die vom Erblasser „herrühren“ (§ 1967 Abs. 2 Fall 1 BGB), d. h. die der Erblasser selbst zu Lebzeiten eingegangen ist und die mit dem Erbfall auf den oder die Erben übergehen (§ 1922 BGB). Dazu gehören beispielsweise ein vom Erblasser zu Lebzeiten aufgenommener Kredit oder ein zu dieser Zeit von ihm abgeschlossener Kaufvertrag.
Von den Erblasserschulden sind die Erbfallschulden zu unterscheiden. Erbfallschulden sind Verbindlichkeiten, die den Erben als solchen treffen, insbesondere die Verbindlichkeiten aus Pflichtteilsrechten, Vermächtnissen und Auflagen (§ 1967 Abs. 2 Fall 2 BGB).
Erblasser- und Erbfallschulden sind steuerlich abzugsfähig (§ 10 Abs. 5 Nr. 1 und Nr. 2 ErbStG).
Auch Nachlasserbenschulden können zu den Nachlassverbindlichkeiten im Sinne des § 1967 BGB gehören mit der Möglichkeit, die Erbenhaftung auf den Nachlass zu beschränken (beschränkte Erbenhaftung).